# آرنا (فیلم ۱۹۸۹)
آرنا (انگلیسی: Arena) فیلمی در ژانر علمی–تخیلی است که در سال ۱۹۸۹ منتشر شد. از بازیگران آن می‌توان به همیلتون کمپ و کلودیا کریستیان اشاره کرد.